# 陶继侃
陶继侃（1913年10月28日—），浙江嘉兴人，经济学家、教育家。
陶继侃1931年进入北京大学经济系就读，曾师从知名经济学家赵乃抟。毕业后考入南开大学经济研究所。1937年毕业后，受南开经济研究所创办人之一的何廉邀请，前往重庆沙坪坝南渝中学，为南开经济研究所迁往重庆作准备。抗日战争期间，曾任职于财政部钱币司，并任教于重庆大学。抗战结束后，于1947年赴美国进修，在丹佛大学、威斯康星大学攻读国际经济学、财政学，师从著名财政学者哈罗德·格鲁夫斯（Harold Groves）。1949年回国后，一直在南开大学任教，曾任政治经济学系副系主任、世界经济教研室主任，文化大革命后参与筹建了世界经济专业。在任教期间他还编写了多部教材，其中包括《中国社会主义经济问题》、《世界经济概论》、《当代西方财政》等。